# أحمد شاكر باشا
أحمد شاكر باشا (بالتركية: Ahmed Şakir Paşa)‏ هو سياسي عثماني، تولى منصب والي الأناضول.

## مناصبه
تولى المناصب التالية:
- والي الأناضول